# Epimecis puellaria
Epimecis puellaria är en fjärilsart som beskrevs av Achille Guenée 1857. Epimecis puellaria ingår i släktet Epimecis och familjen mätare. Inga underarter finns listade i Catalogue of Life.